# Boerboel
Il Boerboel è una razza canina di tipo molossoide originaria del Sudafrica non riconosciuta dalla FCI.

## Storia
Il boerboel è una razza di origine recente, non ancora classificata F.C.I. È originario del Sudafrica e il suo nome deriva dalla parola "Boer" (dall'afrikaans olandese) contadino e "boel" (cane). La sua storia va di pari passo con la storia dei boeri in Africa australe.
Sin dal 1652 i coloni olandesi (Jan van Riebeeck) e poi gli inglesi fino al 1928 colonizzarono il Sudafrica (in seguito anche i francesi) portarono con sé i loro cani da guardia e da difesa (contro animali selvatici e a difesa delle miniere o case coloniali) rispettivamente si tratta del bullendijter e Mastiff. Successivamente arrivarono altre razze come l'alano, il bull terrier, e poi il bull mastiff che contribuirono nei geni del mastino africano (si dice anche che ci siano tracce del rodesian ridge back nella genealogia del boerboel). Questi cani abituati al clima nord europeo mal si adattavano alle condizioni ambientali torride e inospitali di queste regioni e anche per forza di cose si incrociarono con canidi domestici autoctoni non meglio identificati in più riprese nel corso dei decenni.
In seguito alle guerre (1803 e precedenti) i primi coloni boeri per sfuggire al dominio inglese migrarono a lungo verso le zone interne fino ad oltrepassare il fiume orange dove rimasero nomadi auto sufficienti detti trekboer in comunità isolate ma con contatti con popolazioni indigene, ecco perché si formarono cani così eterogenei.
Nel 1990 l'associazione SABT (Sudafrica boerboel breed association) cercò di radunare gli esemplari rimasti e standardizzare la razza selezionandone 72 tra Namibia, Botswana, Malawi, Zambia e Zimbabwe , ma fu in seguito il KUSA (Kennel Union of South Africa) che riuscì a convincere la FCI a riconoscere lo stato di razza ma ancora non registrato a carattere ufficiale.
In Italia ad oggi si contano pochi esemplari di qualche appassionato ed un solo allevamento ufficialmente riconosciuto da SABBS (South African Boerboel Breeders’ Society) e BI (Boerboel International). Altri allevamenti vicini si trovano in Belgio, Olanda e nord Europa.

## Caratteristiche
La linea dorsale è larga e forte e si restringe leggermente sui lombi. Il torace è ampio e il petto è decisamente muscoloso, con garrese ben delineato.
Testa e muso: grande e larga tipo brachicefalo con osso sopraccigliare moderato, canna nasale parallela alla linea superiore del cranio, stop marcato ma non prominente, narici grandi e ben distanziate, labbra superiori carnose che coprono le ganasce e il labbro inferiore. Le mandibole forti si restringono verso lo stop con eguale lunghezza.
Tartufo: nero voluminoso con o senza mascherina nera.
Denti: bianchi ben sviluppati e spaziati 42 denti con chiusura a forbice (ammessa tenaglia).
Collo: molto forte e potente di lunghezza proporzionata con pelle leggermente rilassata. 
Orecchie: medie portate a V aderenti e medio alte sul cranio, quando il cane è vigile devono formare una linea retta con la parte superiore della testa.
Occhi: grandi e marroni sono ben distanziati e orizzontali, non sporgenti.
Pelle: spessa con rughe moderate morbida sotto gola e collo diventa aderente tra gli arti pancia e petto.
Arti: anteriori verticali e distanziati forti e ben visibile la spalla, gomito forte. posteriori poco più piccoli ma ugualmente potenti. zampe palmate larghe non divergenti non devono presentare peli tra le dita arrotondate con unghie robuste e nere, lo sperone andrebbe rimosso.
Andatura: regolare e sciolta esprime calma e potenza, la testa portata a media altezza o a testa alta. va al passo o al trotto ed è esplosivo nei brevi tratti di galoppo.
Muscolatura: ben sviluppata in tutte le parti del corpo, meno nelle femmine.
Coda: breve e attaccata alta, robusta e larga alla radice, mai portata sopra il dorso può essere più scura del corpo.
Pelo: corto e morbido non ha eccessivo sotto pelo e si adatta bene al tipo di ambiente in cui vive.
Colori ammessi: fulvo, ambra, marrone e tigrato. con o senza mascherina.
Difetti più ricorrenti: prognatismo, denti irregolari o mancanti, orecchie piccole, carattere aggressivo, occhi blu, depigmentazione perianale o perioculare, criptorchidismo.
Aspetto generale: 
Cane di grande taglia mesomorfo dal carattere piuttosto equilibrato e dall'aspetto potente, grande muscolatura e testa larga, moto calmo e tranquillo rimane sempre vigile e protettivo verso i conoscenti.
Carattere:
Anche se in Danimarca è stato dichiarato fuori legge per la sua aggressività, il boerboel si presenta pacato e imperturbabile, come molti cani primitivi privo di esuberanze superflue conserva le forze per il bisogno. Il carattere fiero, impavido e molto determinato ne fanno un temibile cane da guardia/difesa sicuramente leale con la famiglia, paziente e comprensivo con i bambini e devoto al padrone di cui cerca costantemente l'approvazione e la sintonia attraverso il sentirsi utile. Cane serioso, abbastanza attivo e molto resistente, è adatto alle situazioni rustiche e ben si adatta alla vita familiare anche in appartamento.